# Бруно Дуарте
Бруно Дуарте да Силва (рођен 24. марта 1996.), познат као Бруно Дуарте или само Бруно, је бразилски професионални фудбалер који игра на позицији нападача за Црвену звезду.

## Клупска каријера

### Португеса
Рођен у Сао Паулу, Сао Пауло, Бруно Дуарте је почео у локалном ФК Сао Пауло . У марту 2016, након боравка у Палмеирасу, придружио се Португеси и био распоређен у тим до 20 година. 
Бруно Дуарте је дебитовао за сениоре 4. јуна 2016, почевши од 3-1 домаћом победом у Серији Ц против Ипиранга-РС .  Наступио је на шест мечева током кампање, пошто је његова екипа претрпела испадање.
Дуарте је постигао свој први сениорски гол 9. априла 2017. године, постигавши гол у ремију 1–1 у гостима против Гваранија. Следећег марта је затражио да напусти клуб. 

### Лавов
У јулу 2018, Бруно је потписао трогодишњи уговор са ФК Лавов у украјинској Премијер лиги .  У иностранству је дебитовао 22. јула, на гостовању првог кола против ФК Арсенала Кијев .  22. септембра изједначио је у ремију код куће 1:1 са ФК Карпати из Лавова у западноукрајинском фудбалском дербију . 

### Виторија Гимараис
Дуарте је 15. августа 2019. потписао четворогодишњи уговор са опцијом петог места у Виторији СЦ у португалској Примеира лиги . Накнада за трансфер износила је 600.000 евра за 75% његових економских права.  Дебитовао је недељу дана касније, почевши у ремију без голова на гостовању ФКСБ у плеј-офу УЕФА Лиге Европе .  22. септембра постигао је свој први гол у победи од 3-1 против ЦД Тондела , а такође је постигао гол у обе утакмице групе Европе против Арсенала, укључујући касно изједначење 6. новембра на стадиону Д. Афонсо Хенрикуес . 
У сезони 2020–21, Бруно Дуарте је чешће био замена иза Колумбијца Оскара Еступињана,  док је нови менаџер Пепа експериментисао са њима у тандему следеће сезоне .  У Таца да Лиги, постигао је гол у три утакмице док је Виторија стигла до полуфинала на рачун ФК Бенфике ; ово је укључивало и касно изједначење код куће том тиму 27. октобра. 

### Дамак
Бруно Дуарте се 22. јула 2022. придружио клубу Дамац из Саудијске Арабије.  Извештава се да је накнада за трансфер вредела почетних 600.000 евра, што би могло да порасте на 700.000 евра са додацима. 

### Фаренсе
Дуарте се 21. јула 2023. вратио у Португал, потписавши двогодишњи уговор са недавно унапређеним у Премијер Лигу, Фаренсеом . 